# Aaja Chemnitz
Aaja Chemnitz Driefer (f. Larsen 2. december 1977 i Nuuk) er en grønlandsk politiker fra Inuit Ataqatigiit. Hun har været medlem af Folketinget siden 2015 og blev genvalgt ved folketingsvalget 2019 med flere end 27 procent af de grønlandske stemmer.
Hun er uddannet cand.scient.adm. fra Grønlands Universitet i 2004 og blev herefter fuldmægtig i Bestyrelsessekretariatet i Grønlands Hjemmestyre. Siden da har Aaja Chemnitz Driefer været ansat i FN i New York, i Nuuk Kommune, i Velfærdsforvaltningen i Sermersooq Kommune samt været Børnetalsmand i Grønlands Selvstyre.
Aaja Chemnitz Driefer blev medlem af Grønlands Landsting for Inuit Ataqatigiit i 2014, og ved folketingsvalget 2015 blev hun valgt som repræsentant for sit parti i det danske parlament.
Aaja Chemnitz Driefer modtog i 2021 Folkemødets Dialogpris.